# مارلين جوردن تايلور
مارلين جوردن تايلور (بالإنجليزية: Marilyn Jordan Taylor)‏ هي مهندسة معمارية أمريكية، ولدت في 31 مارس 1949 في مونتيزوما في الولايات المتحدة.